# روب هاربر
روب هاربر (بالإنجليزية: Rob Harper)‏ هو طبال وموسيقي بريطاني، ولد في 28 نوفمبر 1955 في لندن في المملكة المتحدة.

## وصلات خارجية
- روب هاربر على موقع ميوزك برينز (الإنجليزية)